# Edavalath Kakkath Janaki Ammal
Edavaleth Kakkath Janaki Ammal en hindi: जानकी अम्माल; (4 de noviembre de 1897-15 de febrero de 1984) fue una botánica, y citóloga india, quien hizo importantes contribuciones a la genética, evolución, fitogeografía y etnobotánica.
Janaki nació en Tellichery (renombrada Thalassery) en Kerala en 1897. Creció y se educó en un entorno privilegiado, ya que su padre, EK Krishnan, era subjuez en el tribunal supremo de la Presidencia de Madrás.

## Formación universitaria
Tras acabar su educación secundaria, se trasladó a Chennai (entonces Madrás) para proseguir con su educación universitaria en el Queen Mary’s College. En 1924, cuando era profesora en una facultad para mujeres, recibió una beca para la Universidad de Míchigan. Ocho años después, fue la primera mujer india en conseguir un doctorado en Botánica.
Poco después volvió a la India para enseñar su disciplina en su estado natal, antes de pasar a trabajar el la Sugarcane Breeding Station (Centro de Cultivo de la Caña de Azúcar) de Coimbatore.

## Trabajo en Coimbatore
En Coimbartore trabajó en la hibridación de la caña de azúcar con otras plantas para conseguir variedades de alto rendimiento que pudieran cultivarse en la India. Fue la primera persona que consiguió cruzar la caña de azúcar con el maíz, lo que además le permitió comprender el origen y evolución de la caña. Uno de los híbridos se utilizó para muchas variedades comerciales, si bien Janaki no recibió en su momento ningún reconocimiento por ello.
Estudió la citología de la planta de la caña de azúcar para conseguir híbridos más dulces que permitieran reducir las importaciones de producto desde Indonesia, de forma que mejoraran las expectativas de la India alcanzara la independencia agrícola.

## Periodo en el Reino Unido
Janaki se trasladó a Inglaterra en 1940, justo después del estallido de la Segunda Guerra Mundial. Allí se incorporó a la John Innes Horticultural Institution, en Norwich, donde continuó sus investigaciones junto con el genetista Cyril Dean Darlington. Tras cinco años de trabajos, completaron su obra Chromosome Atlas of Cultivated Plants, que en el primer cuarto del siglo XXI sigue siendo una obra clave en la disciplina.
En 1945 fue la primera mujer científica empleada en el Royal Horticultural Society Garden (Jardín de la Real Sociedad de Horticultura), en Wisley, donde trabajó como citóloga.

## Vuelta a la India
En 1951, Jawaharlal Nehru, primer ministro de la India, la invitó a que volviera a su país para reestructurar el Botanical Survey of India (Servicio Botánico de la India). Janaki, que estaba muy inspirado por las enseñanzas del Mahatma Gandhi, acudió inmediatamente. Sin embargo, sus colegas varones no aceptaban las instrucciones de una mujer, por lo que su intento de reformar el Servicio no prosperó. Dolida por la experiencia, Janaki se refugió en la exploración en búsqueda de nuevas variedades de plantas.
Su trabajo sirvió para recoger el conocimiento indígena sobre las plantas y su papel en la cultura tribal.
En 1948, fue la primera mujer que realizó una expedición botánica de búsqueda de plantas en Nepal, país que cosideraba la parte de Asia más interesante desde un punto de vista botánico.

## Algunas publicaciones
- 1974. Plants and man. Volumen 2 de Silver jubilee lecture. Ed. Birbal Sahni Institute of Palaeobotany. 6 p.

### Libros
- 1932. Chromosome studies in Nicandra physaloides. N.º 358 de Contributions, University of Michigan Dept. of Botany. Ed. A. Uystpruyst. 110 p.
- Darlington, Cyril Dean, Edavalath Kakkath Janaki. 1945. Chromosome atlas of cultivated plants. Ed. G. Allen & Unwin Ltd. Londres. 397 p.

## Honores

### Membresías
- de la Academia India de Ciencias en 1935
- de la Academia Nacional de Ciencias de la India, en 1957

### Galardones
- la Universidad de Míchigan le confiere un LLD honorario, en 1956
- el Gobierno de la India le concedió el Padma Shri, en 1977. Fue la primera mujer científica en recibirlo.[5]
- el Ministro de Ambiente y Bosques instituyó el Premio Nacional de la taxonomía en su nombre en 2000

### Eponimia
- Herbario Janaki Ammal, del Instituto Indio de Medicina Integrativa[6]

- 1999: premio Nacional Janaki Ammal para la taxonomía: promueve los trabajos de excelencia en taxonomía y animar a los jóvenes estudiantes y académicos que trabajan en este campo, el EK Premio Janaki Ammal. Dos premios, por su destacada labor en Taxonomía botánica y T. zoológica, incluida la labor realizada en microorganismos son elegibles para su examen en cualquiera de las dos categorías

- La abreviatura «Jan.Ammal» se emplea para indicar a Edavalath Kakkath Janaki Ammal como autoridad en la descripción y clasificación científica de los vegetales.[7]